# المؤامرة الهندوسية الألمانية

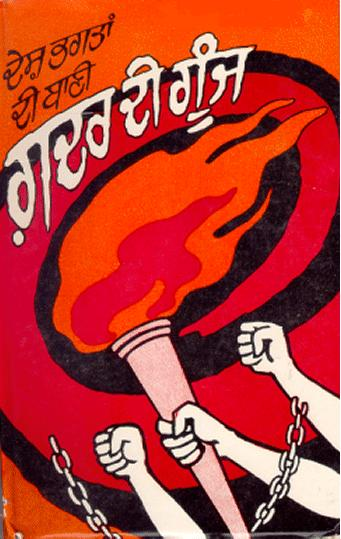
صورة معبرة للمؤامرة الهندوسية الألمانية

كانت المؤامرة الهندية الألمانية سلسلة من محاولات الجماعات القومية الهندية بين عامي 1914 و1917 لخلق تمرد عموم الهند ضد الراج البريطاني خلال الحرب العالمية الأولى. كان هذا التمرد ثمرة التعاون بين القوميين المنفيين أو المنفيين ذاتيًا في الولايات المتحدة. وشاركت حركت غدر، ولجنة استقلال الهند في ألمانيا (لجنة برلين)، في التمرد على مدى عقد من الزمن قبل الحرب العظمى. بدأت المؤامرة مع بداية الحرب بدعم واسع من وزارة الخارجية الألمانية والقنصلية الألمانية في سان فرانسيسكو وبعض الدعم من الدولة العثمانية والحركة والجمهوريانية الأيرلندية. حاولت أبرز خطة إثارة الاضطرابات وخلق تمرد عموم الهند في جيش الهند البريطاني من البنجاب إلى سنغافورة. كان من المقرر تنفيذ التمرد في فبراير 1915، والإطاحة بالحكم البريطاني في شبه القارة الهندية، ولكن أُحبطت الخطة في فبراير في نهاية المطاف عندما تسللت المخابرات البريطانية إلى الحركة الغدرية واعتقلت شخصيات رئيسية منها، وسُحقت أيضًا التمردات في الوحدات الصغيرة والحاميات داخل الهند.
كانت قوات التحالف والمؤامرة الهندية الألمانية هدفًا لجهود استخباراتية بريطانية عالمية نجحت في منع ظهور مزيد من التمردات. ألقت وكالة الاستخبارات الأمريكية القبض على شخصيات رئيسية في أعقاب قضية آني لارسن في عام 1917. وأسفرت المؤامرة عن المحاكمة في قضية مؤامرة لاهور في الهند، بالإضافة إلى محاكمة المؤامرة الهندية الألمانية؛ في ذلك الوقت كانت أطول وأغلى محاكمة على الإطلاق في الولايات المتحدة.
كانت سلسلة الأحداث هذه محوريةً بالنسبة لحركة الاستقلال الهندية، وأصبحت عاملًا رئيسيًا في إصلاح سياسة الراج الهندية. بُذلت جهود ماثلة خلال الحرب العالمية الثانية في ألمانيا وجنوب شرق آسيا التي سيطرت عليها اليابان آنذاك. شكل سوبهاس شاندرا بوز الفيلق الهندي والجيش الوطني الهندي، في حين شكل محمد إقبال شيداي باتاغليون آزاد هندوستان في إيطاليا.

## خلفية
تزايدت أهمية القومية في الهند خلال العقود الأخيرة من القرن التاسع عشر نتيجةً للتغيرات الاجتماعية والاقتصادية والسياسية التي حدثت في البلاد خلال الجزء الأكبر من القرن. برز المؤتمر الوطني الهندي، الذي تأسس عام 1885، ليكون منصةً رئيسيةً لطرح مطالب الموالين بالتحرير السياسي وزيادة الاستقلال الذاتي. ونمت الحركة القومية مع تأسيس الجماعات السرية في تسعينيات القرن التاسع عشر. وأصبحت الحركة قويةً ومتطرفةً وعنيفةً بشكل خاص في البنغال والبنجاب، جنبًا إلى جنب مع ظهور حركات أصغر، ولكنها مع ذلك ملحوظةً، في ماهاراشترا ومدراس وأماكن أخرى في جنوب الهند. جند الثوار في البنغال في الغالب الشباب المتعلم من الطبقة الوسطى الحضرية من مجتمع بادرالوك الذي جسد الثورة الهندية «الكلاسيكي»، بينما استمرت هيمنة الأعمال عسكرية المنتظمة على المجتمع الريفي في البنجاب.
أحداث أخرى ذات صلة:
- تمرد سنغافورة 1915.
- قضية آني لارسن.
- قضية يوم الميلاد.
- البعثة الألمانية إلى كابول.
- تمرد كونوت رينجرز.
- انفجار بلاك توم 1916، وفقًا لبعض الروايات.
- تضمنت أجزاء من المؤامرة أيضًا جهودًا لتفكيك جيش الهند البريطاني في الشرق الأوسط خلال الحرب العالمية الأولى.

## الثورة الهندية السرية
كان لتقسيم البنغال المثير للجدل عام 1905 تأثير سياسي واسع النطاق، إذ حفزت الرأي القومي الراديكالي داخل الهند وخارجها، وأصبحت قضية محورية للثوار الهنود. وقعت أحداث مهمة في تلك الفترة، بما في ذلك الاغتيالات ومحاولات الاغتيال لموظفي الخدمة المدنية والشخصيات العامة البارزة والمخبرين الهنود، إضافةً إلى محاولة قتل نائب حاكم البنغال السير أندرو فريزر في عام 1907. وصلت الأمور إلى ذروتها عندما حاولت مؤامرة دلهي-لاهور عام 1912، بقيادة عضو جوغانتار السابق راش بيهاري بوس، اغتيال نائب الملك في الهند آنذاك، تشارلز هاردينج. ركزت الشرطة الهندية البريطانية جهودها في أعقاب هذا الحدث لتدمير الثوريين البنجابيين والبنجابيين السريين. على الرغم من تعرض الحركة لضغوط شديدة لبعض الوقت، إلا أن راش بيهاري نجح في الإفلات من القبض عليه لمدة ثلاث سنوات تقريبًا. وانتعشت الحركة الثورية في البنجاب والبنغال بحلول الوقت الذي بدأت فيه الحرب العالمية الأولى في عام 1914.